# フェルディナント・フォン・シル

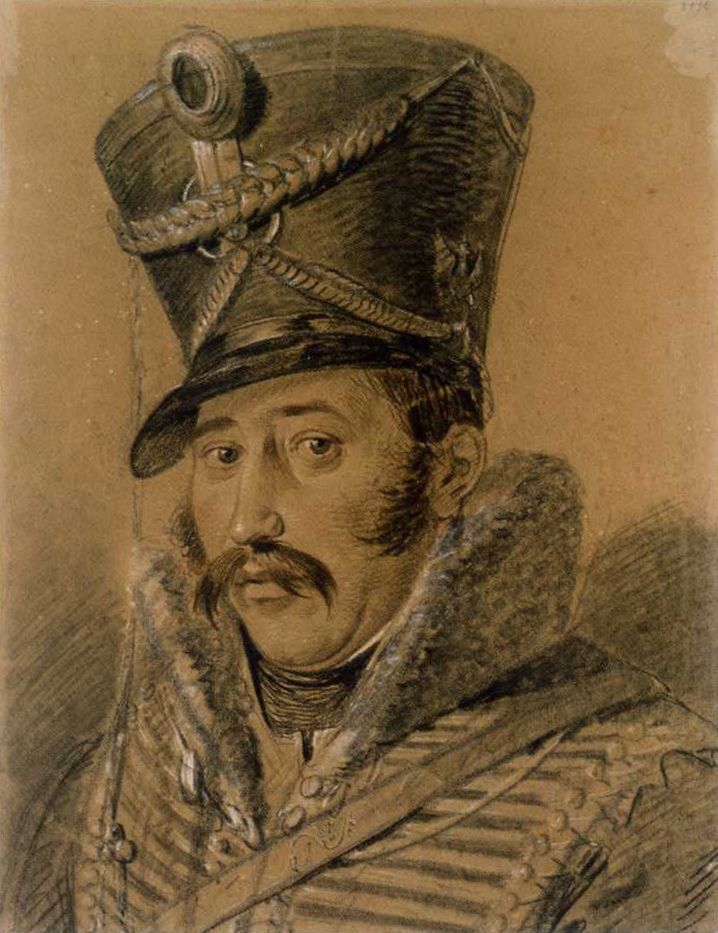
フェルディナント・フォン・シル (ルートヴィヒ・ブーフホルン作、1808年から1809年)

フェルディナント・バプティスタ・フォン・シル（Ferdinand Baptista von Schill、1776年1月6日、ヴィルムスドルフ（de:Wilmsdorf、ドレスデン近郊） - 1809年5月31日、シュトラールズント）は、プロイセンの士官である。1807年のコルベルク攻囲戦 (Siege of Kolberg (1807)) 及び1809年の活動において、義勇部隊の指揮官として名を馳せた。

## 生涯

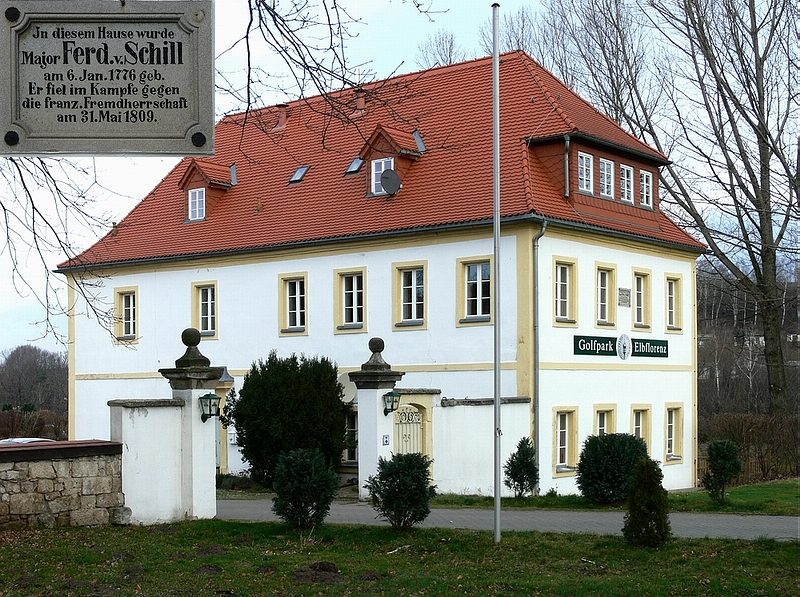
ヴィルムスドルフの生家

シルは軍人の一家に生まれた。父親のヨハン・ゲオルク・フォン・シル（1736年-1822年）は騎兵将校としてオーストリア、ザクセン公国そして最後にプロイセンに仕えている。父によってシルは1790年、名高いアンスバッハ＝バイロイト竜騎兵連隊 (de:Dragonerregiment Ansbach-Bayreuth) の指揮官、カルクロイト伯 (Friedrich Adolf von Kalckreuth) に紹介され、准尉 (Fähnrich) として採用された。
パーゼヴァルク (Pasewalk) でシルは、1806年から「王妃の竜騎兵」（Königin-Dragoner）と呼ばれるようになっていた上述の連隊に、1793年から少尉として勤務していた。その住居はグリューン通り17番地にあった。

### ポンメルンにおけるシルの義勇部隊（1806年-1807年）
1806年、シルは出征し、アウエルシュタットの戦いにおいて頭部をサーベルで斬り付けられ重傷を負う。そしてマクデブルクとシュテッティンを経由してコルベルク (Kołobrzeg) に逃れ、指揮官のルカドゥー (de:Ludwig Moritz von Lucadou) 大佐の許に健康な状態で出頭した。大佐はシルに、少数の兵による周辺の巡察を許可する。その目的は防衛に使用する資材、新兵や資金の要塞への搬入および偵察であった。しかしシルは、ポンメルンでフランスの占領軍に対する遊撃戦を開始する。
そして1806年12月7日、ギュルツォウ (Gülzow) への襲撃を成功させ、同月中にもプロイセン国王フリードリヒ・ヴィルヘルム3世によって中尉に任じられ、プール・ル・メリット勲章を授かっている。彼は原隊を追って東プロイセンに戻るよう求める、連隊長の要求を無視した。シルは急速に著名となり、その部隊も速やかに拡大していった。
国王は1807年1月12日の内閣令 (de:Kabinettsorder) によって、シルに独自の手段を用い敗残兵や身代金 (de:Ranzion) で解放された兵から義勇部隊を募ることを認めた。住民の支援を受けつつ、同義勇部隊の小規模な作戦は多くの場合成功を収めたが、大規模な行動は失敗する。1807年2月15日に試みたシュタルガルトへの襲撃は損害を受けて退けられた。また騎兵大尉 (Rittmeister) に昇進した後、防備を固めたノイガルト (Nowogard) の官庁を果敢に襲撃したものの、成功もなく押し戻されている。早くもこれらの活動において、シルの破滅的な過信は表れていた。彼は負傷してコルベルクに帰還しなくてはならなかったが、そこでは国王が明確には規定していなかった指揮系統を原因として指揮官、ルカドゥー大佐との対立が悪化していた。
3月中旬、シルはスウェーデンとの連携について協議するためシュトラールズントに、そして4月中旬、同じ任務を帯びてストックホルムに赴いた。5月12日、彼は騎兵とともにフォアポンメルン (Vorpommern) へ移動し、ブリュッヒャーと合流した一方で歩兵は防衛のため、マイクーレに残った。1807年6月14日のフリートラントの戦いの後、プロイセンがティルズィットの和約を強いられると、シルとその部隊は戦闘に参加することもなく、ブリュッヒャーとともにカミン (Kamień Pomorski) とケスリンの間にある境界区域へ撤収しなくてはいけなかった。その軍団は訓練態勢に移された。
功績に報い、1807年6月30日にプロイセン国王から少佐に任じられると、シルは指揮下の騎兵から編成された「ブランデンブルク第2フザール連隊（フォン・シル連隊）」の連隊長に就任した。彼の歩兵は、国王によって「シル軽歩兵大隊」として新しい「近衛歩兵連隊」に組み入れられている。1808年12月10日、シルはフランスの占領軍の撤収後に勝者として帰還する部隊の先頭に立ち、指揮下のフザール連隊とともにベルリンに入城した。

### 1809年の蜂起
市民の喝采、再び湧き起った愛国主義と、恐らくいくらかの過信がこの騎兵将校、シルの自己評価を過大にし、軍の指導部とは協議していない軽率な行動へと彼を導いた。ナポレオン・ボナパルトのドイツ支配に対し、1809年に予定されていた蜂起においてシルは重要な役割を果たすことになっていたが、彼はそれを待っていたくはなかったのである。息女のエリーゼを婚約させていたエルンスト・フォン・リュッヒェル (Ernst von Rüchel) 大将は偶然、シルのヒンターポンメルンの所領、ハーゼロイを訪れており、彼を思い留まらせようとしたが果たせなかった。第5次対仏大同盟戦争が勃発するとシルは4月28日、演習に向かうかのように自身の連隊を率いてベルリンを去る。街から1マイル離れた場所で彼は兵に演説し、高度な任務に基づいて行動しているかのように思わせた。即時の帰還を指示する司令部からの命令には従わなかった。
彼はそれからデッサウに向かうと5月2日に同市を占領した。そこで声明、『ドイツ人へ』（An die Deutschen)を印刷させている。

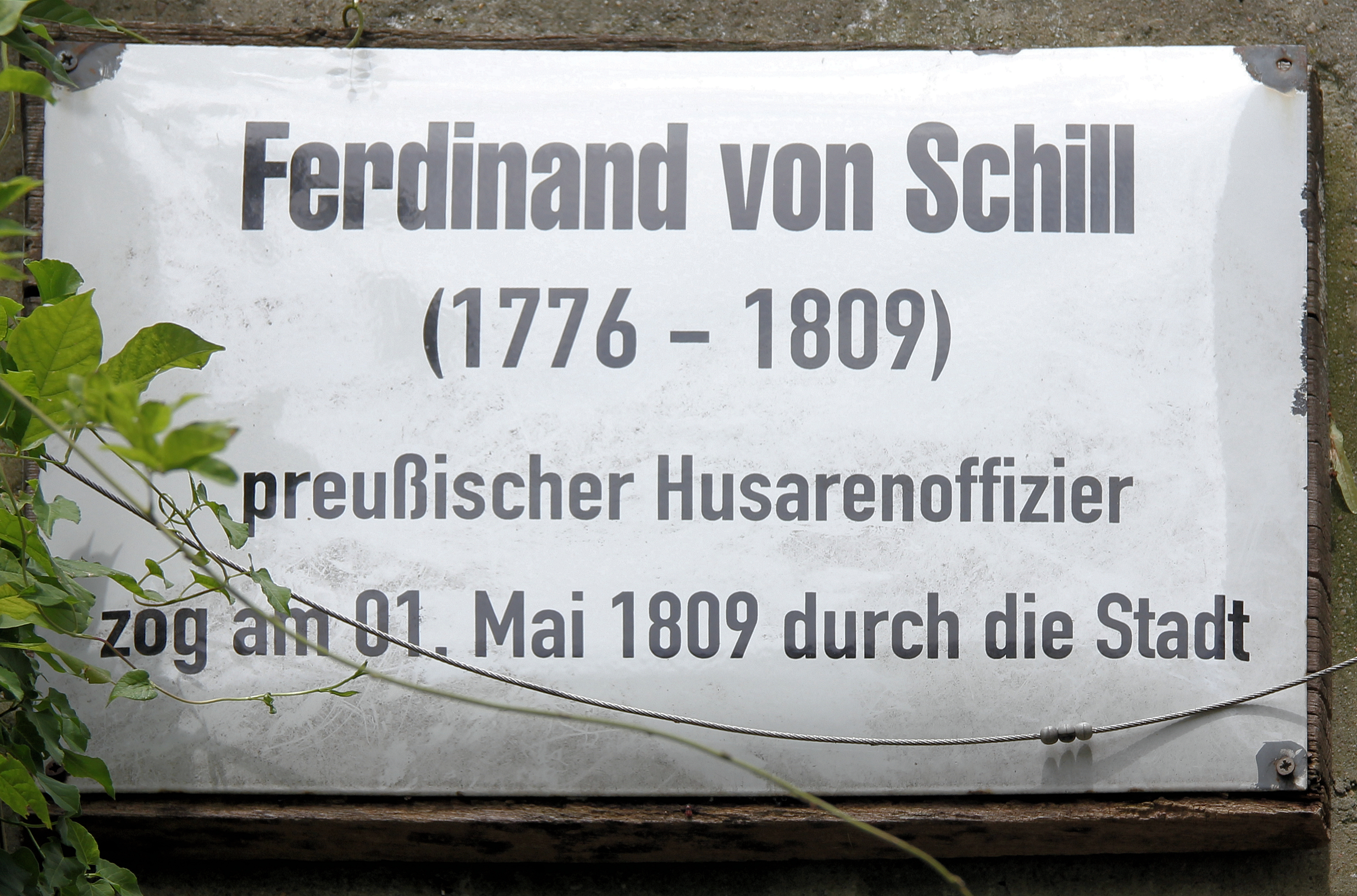
ルターシュタット・ヴィッテンベルク、シュロス広場の銘板

5月の初頭に届いた、オーストリアで発生した蜂起が鎮圧されたという知らせはシルの熱意に明らかな掣肘を加えた。しかし彼は、配下の士官に巻き込まれる形で5月5日、マクデブルク近郊のドーデンドルフ (Dodendorf) でマクデブルク守備隊の一部とともに、フランス軍にも大きな損害を強いた「ドーデンドルフの戦い」 (de:Schlacht bei Dodendorf) へともつれ込む。同日、ナポレオンの末弟でヴェストファーレン国王のジェローム・ボナパルトはシルの身柄に10,000フランの懸賞金を掛けている。フリードリヒ・ヴィルヘルム3世はシルの独断専行を厳しく批難した。
募兵に応じる若者たちによってなおも拡大していたシルの連隊はエルベ川の下流に向かい、そこでカール・ハインリヒ・ヴィルヘルム・アンティンク (Carl Heinrich Wilhelm Anthing) 少将率いるホラント軍およびデンマーク軍に追跡されつつシュトラールズントへ進んだ。ポーランド人とメクレンブルク (Mecklenburg) 人から構成されていた同地の守備隊もシルと対峙していたが、すでにダムガルテン (de:Damgarten) で打ち破られていたのである。

### シュトラールズントにおける最期
1809年5月25日、シルの軍団は10時頃にシュトラールズントに到着した。彼は1807年から知っていたトリープゼー門 (de:Triebseer Tor) から町に入る。ダムガルテンで勝利を収めた後、要塞都市たるシュトラールズントでフランスによる支配からの、解放の狼煙が上がることを期待していたのである。共に戦ってきたレオポルト・フォン・リュッツォウ (de:Leopold von Lützow) 少尉に、彼はこう話している。
シュトラールズントへの入城に続き、シルはメンヒ通り (de:Mönchstraße (Stralsund)) で戦うフランスの砲兵を破った。スウェーデン軍に勤務する士官、フリードリヒ・グスタフ・フォン・ペーターソン (de:Friedrich Gustav von Petersson) の助けでシルの部隊は、町を占領していたフランス軍を追い払うことができたのである。それからシルは破壊された防衛施設の修復を進め、周辺から約1000名の農民を募った。しかし、彼の到着は期待したほどシュトラールズントの市民を感激させなかった。なぜなら市民はシルほど愛国主義的な考えを持っておらず、むしろ常に負担を伴う戦闘行為に町が改めて巻き込まれることを嘆いていたからである。シュトラールズントで絶望的と思える状況に直面し、シルの部隊からも当惑する者が現れた。グラシアン (fr:Pierre Guillaume Gratien) 少将とエーヴァルト少将が、6000名（デンマーク軍とホラント軍）の優勢な部隊を率いて接近中だったからである。
シルの士官のうち、何名かはシュトラールズントから去った。その中には、レオポルト・フォン・リュッツォウも含まれていた。
1809年5月30日、シルは下記の布告を発表した。
1809年5月31日、フランス軍はシルの読み通り、彼自身が6日前に町へと通り抜けたトリープゼー門へ攻め寄せた。最初の攻撃は撃退される。しかし寄せ手はただ、陽動のためにトリープゼー門を攻めただけであった。主力はクニーパー門 (de:Kniepertor) に集中し、そこから市内へと前進を果たす。多勢を前に、シルの部隊は絶望的な抵抗を続けた。少数がフランケン門から逃げ延びたが、ほとんどの者は戦いの中で命を落とす。シル自身は、市外への脱出を果たせるという見込みからヨハニス修道院 (de:Johanniskloster (Stralsund)) を目指したが、フェーア通りを騎行している時、21番地の前で銃弾を受け、致命傷を負った。顔に傷を残し、下腹部を銃剣で刺し貫かれた遺体は市内の旧市場 (de:Alter Markt (Stralsund)) にある外科医の許へ運ばれた。1809年6月1日、同市で凱旋行進が行われる。続いてグラシアン少将が見守る中、シルの頭部が切り離され、勝利の印としてジェローム王の
許へ送られた。翌日、シルの遺体はシュトラールズントのザンクト・ユルゲン墓地の不明な場所に埋葬される。シルの戦いを助けたペーターソンは捕虜となり1809年6月4日、クニーパー門の前で銃殺に処された。現在はその場に銘板が設置されている。

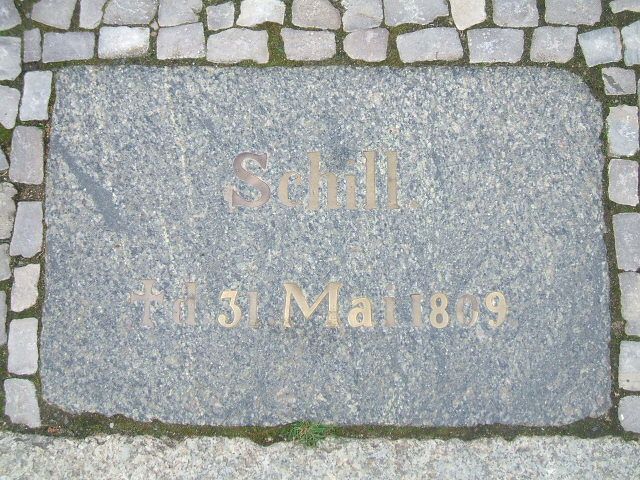
シルが戦死した場所を示す銘板。

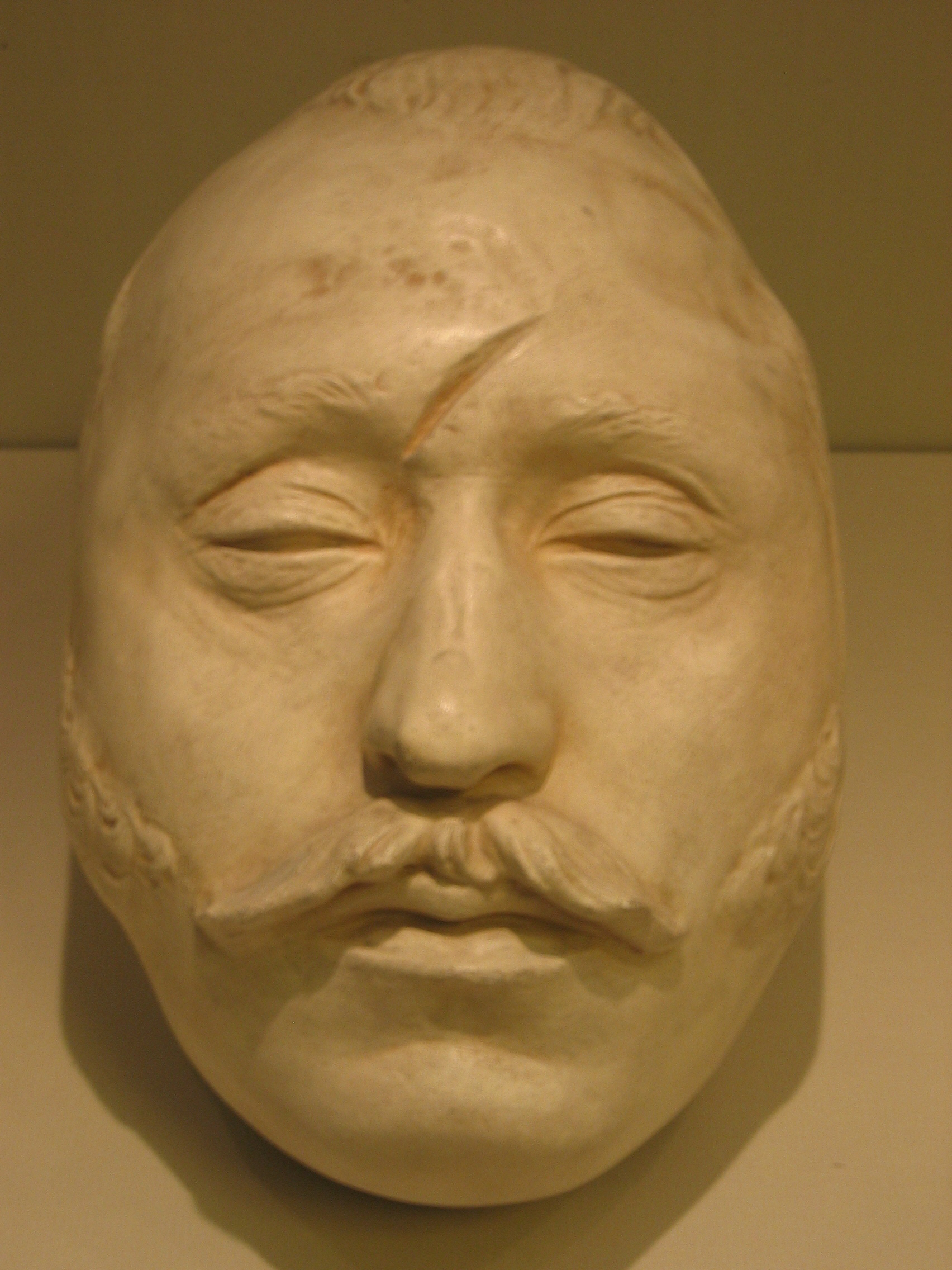
シルのデスマスク

およそ200名の騎兵と何人かの猟兵は突破に成功し、プロイセンへの自由な撤退を勝ち取り、故郷で除隊させられた。軍団の士官は、何人かは欠席裁判の状態で軍法会議にかけられる。数名は釈放され、他の者は要塞禁錮刑に処せられ、後からシルに従った6名は戦時逃亡の罪で不名誉除隊を宣告された。
他の一団はリューゲン島から海路を経てスヴィーネミュンデに逃れたが、残りは戦場に留まった。そして下士官兵557名が捕虜となる。そのうち、くじ引きによって14名がブラウンシュヴァイクの、現在ではシル記念碑 (de:Schill-Denkmal (Braunschweig)) がある場所で銃殺された。残りの者はフランスの受刑施設 (Bagnio) に収容された。捕えられた士官のうち11名はヴェーゼル (Wesel) に護送され1809年9月16日、即決裁判を経て銃殺された。1835年、同地にプロイセン軍 (Prussian Army) の手で記念碑が建てられている。シルの脱走罪を問う審理は、被疑者死亡のため国王が打ち切った。しかしシルの財産は脱走罪の通例に従い、国家に没収されている。
「終わりのない恐怖よりも、恐怖の中で迎える終わりの方が良い」という言葉はシルとこの時代に由来し、より大きな不利益を蒙ろうとも、ある状況下で早く最期を迎えようという彼の決意を感じさせるものである。

## 記念と顕彰

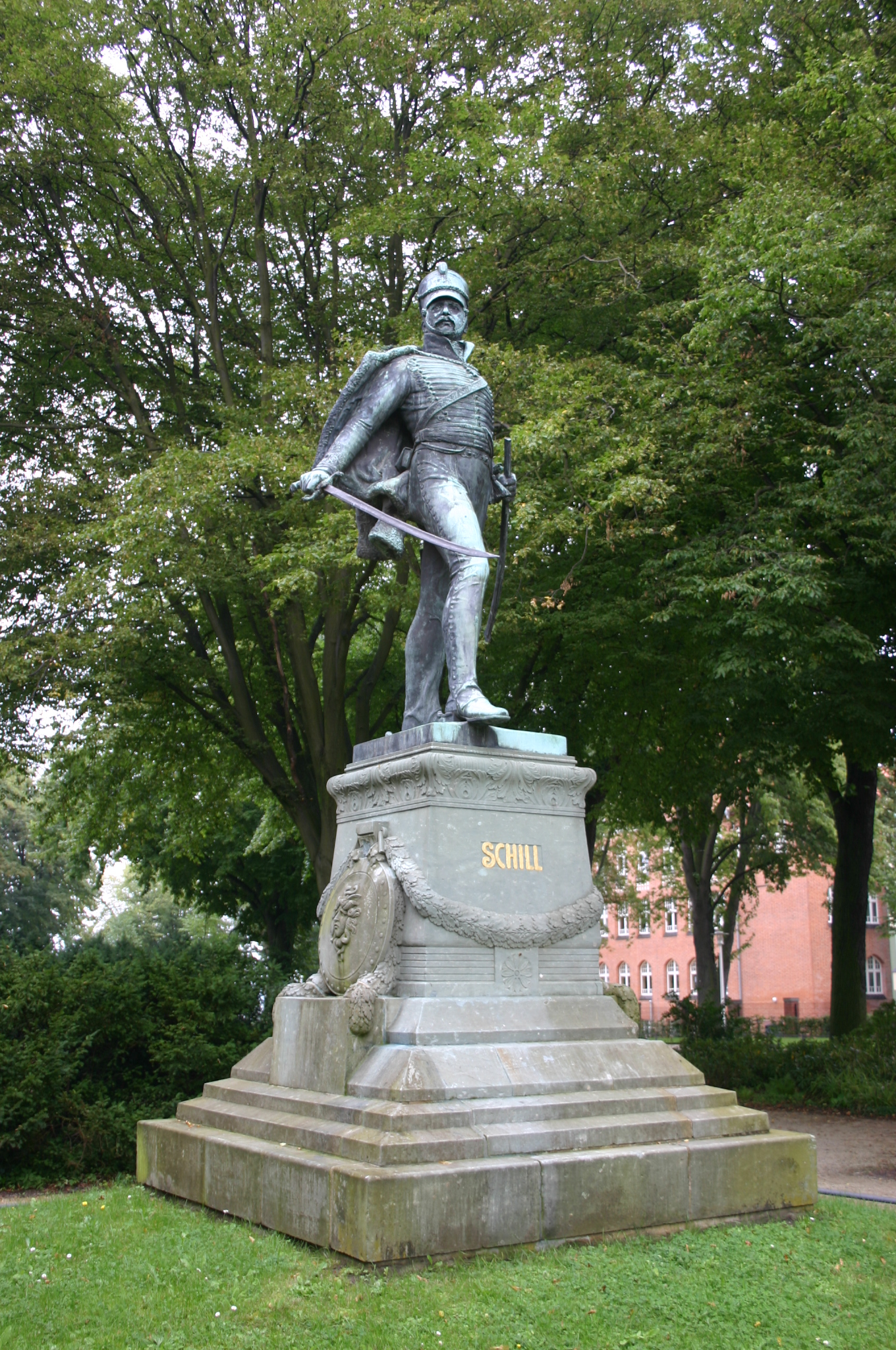
シュトラールズントのシル記念碑

1838年10月18日には、シュトラールズント市民の手でシルの墓にヴェルギリウスのアエネーイスから引用した下記の一節（原文はラテン語）を刻印した、鉄の銘板が置かれた。
1859年5月30日には生き延びたシル猟兵団の戦友とシュトラールズント市民の記念祭が行われ、1909年には「シル公園」（Schillanlagen）に青銅像が設置された。
他にはフェーア通りの歩道で、戦死した場所に埋め込まれた銘板もシルを記念している。また、付近のシル通り (de:Schillstraße) も彼にちなむ。
オランダ、ライデンの博物標本室で長期にわたって保存されていたシルの頭部が骨壺に収められ、ブラウンシュヴァイクに運ばれたのは1837年になってからである。同年、そこではシルの記念碑が設置されており、その下の霊廟にはシルの戦友14名が埋葬されている。シルの頭蓋骨を収めた骨壺は、同市のシル通り (de:Schillstraße (Braunschweig)) に設置された記念碑の基部に埋葬された。
1870年にはベルリン＝ティーアガルテン区 (de:Berlin-Tiergarten) の通りの一つがフェルディナント・フォン・シルにちなんで命名されている。
ダムガルテンのヘーア通りは1945年以降、「シル通り」と改称された。そこでシルは宿に入り、休息を取っている。1898年までは、この通りにオークの木が立っていた。その下では、メクレンブルクの闘士が同じドイツ人と戦った恥辱から、銃を破棄している。

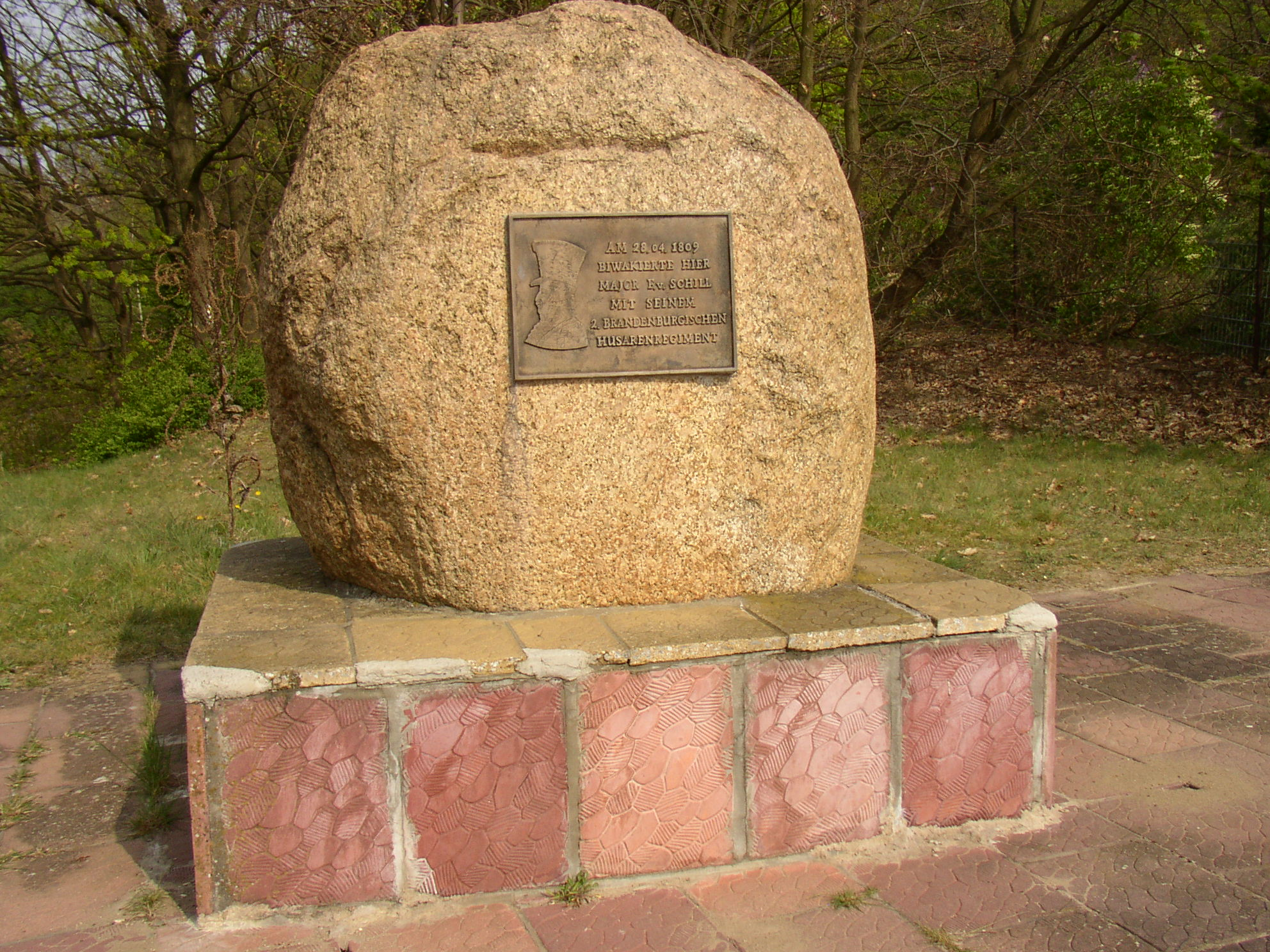
ゲルトウのバウムガルテン橋にあるシルの石碑。

生誕200周年を記念し、1976年にはドイツ民主共和国で10万枚の5マルク記念硬貨が発行された。また国家人民軍、地上軍航空隊の第67攻撃ヘリ航空団（後の第3攻撃ヘリ航空団 (de:Kampfhubschraubergeschwader 3) は1984年に伝統的な名称、「フェルディナント・フォン・シル」を冠している。
ドーデンドルフでは、ある石碑がマクデブルク近郊の戦闘を記念している。アルネブルク (Arneburg) のマルクト広場にはシルに敬意を表して石碑が設置されている。	
ドレスデン近郊のヴィルムスドルフにはシルの生家、「シルグート」（Schillgut）がある。記念の銘板の他、1904年にはここにシル記念碑が建てられ、175周年目の命日には村道が「フェルディナント・フォン・シル通り」と改称された。
ポツダム＝ミッテルマルク郡の国道1号 (Bundesstraße 1) 沿いにあるヴェアダー (Werder (Havel)) 市とゲルトウ (de:Geltow) 村の中間、バウムガルテン橋 (de:Baumgartenbrücke) のすぐ近くにシル記念碑がある。同地で1809年4月28日、フェルディナント・フォン・シル少佐は指揮下のブランデンブルク第2フザール連隊とともに野営している。
2005年以降、フェルディナント・フォン・シル少佐を記念して毎年9月第2週の週末に「シュトラールズント狙撃兵中隊1451」（Stralsunder Schützencompanie 1451」がシュトラールズントを巡る戦いを再演 (Historical reenactment) している。
シュトラールズント市の新市場 (de:Neuer Markt (Stralsund)) に面するホテル、「ノルトドイチャー・ホーフ」（Norddeurscher Hof）にはシルの生涯や業績について展示してる「シルの間」（Schillstube）が存在する。
トアゲロウ (Torgelow) にあるドイツ連邦軍の兵舎は「フェルディナント・フォン・シル兵舎」と呼ばれている。リュトイェンブルク (Lütjenburg) とヴェーゼルの駐屯地にも彼の名を冠する兵舎があり、それらは「シル兵舎」（Schill-Kaserne）と呼ばれている。
またシルは下記のように、何度も文学作品や映画の題材となっている。
- 『Der Feuerreiter（炎の騎手）』、1940年公開の映画。
- 『コルベルク』、コルベルク攻囲戦を描いた1945年の映画。
- 『Die elf Schill’schen Offiziere（シルの11人の士官）』、Märkische Film GmbH Berlin製作。

## 文献
- 作者不詳: Tagebuch von der Belagerung der Festung Colberg im Jahr 1807, 1808 (books.google.ch).
- エルンスト・アルント: Das Lied vom Schill, 1812 (uni-freiburg.de).
- カール・フォン・バーゲンスキー (de:Karl von Bagensky) : Geschichte des 9ten Infanterie-Regiments genannt Kolbergsches. Kolberg 1842 (books.google.de).
- Gottfried Basse: Schills Zug nach Stralsund und sein Ende. Tagebuch eines Vertrauten., Quedlinburg und Leipzig 1831 (google.de/books).
- Carl Binder von Krieglstein: Ferdinand von Schill, Ein Lebensbild; zugleich ein Beitrag zur Geschichte der preußischen Armee. Vossische Buchhandlung, Berlin 1902.
- ヘルムート・ボック (de:Helmut Bock) : Schill. Rebellenzug 1809. Deutscher Militärverlag, Berlin 1969; 4. Auflage 1988.
- Helmut Bock: Ferdinand von Schill (= Preußische Köpfe. Bd. 33). Stapp, Berlin 1998, ISBN 3-87776182-8.
- Helmut Bock: Major Schill, der Treubrecher. Militärverlag, Berlin 2013, ISBN 978-3-360-02714-6.
- Walter Eckermann: Ferdinand von Schill – Rebell und Patriot. Berlin 1963.
- Großer Generalstab, Kriegsgeschichtliche Abteilung II (Hrsg.): Urkundliche Beiträge und Forschungen zur Geschichte des Preußischen Heeres, Bd. 4, Kolberg 1806/07. Berlin 1912.
- Wolfgang Janke: Das Königliche Preussische von Schillsche Freikorps und das 2. Brandenburgische Husaren-Regiment von Schill. Eine heereskundliche Betrachtung. Berlin 1938 (enthält eine umfangreiche Bibliographie).
- ヘルマン・クラーイェ (de:Hermann Klaje) : Ferdinand von Schill, 1776–1809 in: Walter Menn (Bearb.): ポンメルン伝記集 (de:Pommersche Lebensbilder) . Bd IV. (= Veröffentlichungen der Historischen Kommission für Pommern. Reihe V: Forschungen zur pommerschen Geschichte. Heft 15). Böhlau, Köln 1966, S. 241–266.
- Frank Pergande: Schills Schicksal. Der Freikorps-Gründer diente beiden deutschen Diktaturen zur Propaganda. Heute ist er vergessen. In: フランクフルター・アルゲマイネ・ツァイトゥンク日曜版. 17. Mai 2009, S. 14.
- Hermann Petrich (1890). "Schill, Ferdinand von". Allgemeine Deutsche Biographie (ドイツ語). Vol. 31. Leipzig: Duncker & Humblot. pp. 210–212.
- Helmut Schaeffler: Ferdinand von Schill und seine Offiziere – eine Bibliographie des gedruckten Schrifttums mit Erläuterungen (= Arbeitsheft. 7). Historische Vereinigung Wesel e. V., Wesel 1984.
- フリードリヒ・カール・フォン・フェッヒェルデ (de:Friedrich Karl von Vechelde) : Ferdinand von Schill und seine Schaar. Braunschweig 1837 (books.google.de).
- Veit Veltzke (Hrsg.): Für die Freiheit – gegen Napoleon. Ferdinand von Schill, Preußen und die deutsche Nation. Böhlau, Köln/Weimar/Wien 2009, ISBN 978-3-412-20340-5.

## 個別の典拠
1. ↑  Helmut Langhoff: Die Schillschen Offiziere. Profile, Schicksale und Karrieren. In: Veit Veltzke (Hrsg.): Für die Freiheit – gegen Napoleon. Ferdinand von Schill, Preußen und die deutsche Nation. Böhlau Verlag, Köln/Weimar/Wien 2009, P. 158, 図像と証拠を伴い P. 159に記述
2. ↑  Dudenredaktion (17 September 2014). Duden Allgemeinbildung. Berühmte Zitate und Redewendungen: Die muss man kennen. Bibliographisches Institut GmbH. pp. 125. ISBN 978-3-411-90768-7
3. ↑  ルイーゼンシュタット教育委員会 (de:Luisenstädtischer Bildungsverein) 編、カウパート出版社 (de:Kaupert (Verlag)) 発行、『Straßennamenlexikon』に収録されているシル通りの記述。